# Shoal Creek Drive
Shoal Creek Drive est un village du comté de Newton, dans le Missouri, aux États-Unis,. Situé au nord du comté, en banlieue sud de Joplin, il est incorporé en 1958.

## Démographie
Lors du recensement de 2010, le village comptait une population de 337 habitants. Elle est estimée, en 2016, à 339 habitants.

### Source de la traduction
- (en) Cet article est partiellement ou en totalité issu de l’article de Wikipédia en anglais intitulé « Shoal Creek Drive, Missouri » (voir la liste des auteurs).